# Лоо (посёлок)
Ло́о (эст. Loo) (в народе также Ли́ннука (эст. Linnuka)) — посёлок в волости Йыэляхтме уезда Харьюмаа, Эстония. 

## География и описание
Находится в полутора километрах к востоку от Таллина. Высота над уровнем моря — 38 метров.
Климат умеренный. Официальный язык — эстонский. Почтовый индекс — 74201.

## Население
По данным переписи населения 2021 года, в Лоо насчитывалось 2295 жителей, из них 1901 (85,6 %) — эстонцы.
По состоянию на 1 января 2020 года в посёлке насчитывалось 2140 жителей, из них 1076 мужчин и 1064 женщины; детей в возрасте до 14 лет включительно — 404, лиц пенсионного возраста (65 лет и старше) — 349.
По данным переписи населения 2011 года, в посёлке проживали 2093 человека, из них 1898 (90,7 %) — эстонцы.
Численность населения посёлка Лоо:
| Год  | 1979 | 1989   | 2000   | 2011   | 2017   | 2018   | 2020   | 2021   |
| ---- | ---- | ------ | ------ | ------ | ------ | ------ | ------ | ------ |
| Чел. | 1369 | ↗ 2068 | ↗ 2202 | ↘ 2093 | ↘ 2052 | ↗ 2055 | ↗ 2140 | ↗ 2295 |

## История
На хуторе Лоо, выкупленном в 1909 году у мызы Лаакт (Лагеди, эст. Lagedi mõis, нем. Laakt), в 1937 году работала крупнейшая птицеферма Эстонии. После Второй мировой войны здесь образовалось поселение Саха-Лоо (эст. Saha-Loo), в состав которого вошла часть бывшей деревни Саха-Лоо. В 1977 году был сформирован посёлок Лоо путем слияния поселения Саха-Лоо и частично посёлка Лагеди.

## Предприятия и инфраструктура
В посёлке работает основанная в 1958 году птицефабрика «Tallegg» предприятия «AS HKScan Estonia», принадлежащего финскому концерну «HKScan». В советское время фабрика была крупнейшим птицеводческим хозяйством Эстонской ССР и носила название «Таллинская опорно-показательная птицефабрика имени 60-летия Октября». По производственным показателям относилась к числу лучших птицеводческих хозяйств Советского Союза.
С 1987 года в посёлке работает средняя школа. Из посёлка в Таллин регулярно ходят автобусы.

## Происхождение топонима
Название посёлка произошло от типа местного ландшафта — альвара (эст. loopealne).